# 平北镇
平北镇，是中华人民共和国河北省承德市平泉市下辖的一个乡镇级行政单位。2017年4月12日，平房满族蒙古族乡撤乡设平北镇。

## 行政区划
平北镇下辖以下地区：
马泉子村、白池沟社区村、平北社区村、喇嘛沟村、吕泉子村、平房村、小沟村、化营子村、孙营子村、北房身村和石洞子村。